# 윤번정전
윤번정전(輪番停電)은 전력 수요가 전력 공급 능력을 초과해서 대규모 정전을 피하기 위해 전력 회사에 의해 일정 지역별로 전력 공급을 순차적으로 중단 / 재개하는 것을 말한다.